# 11321 Tosimatumoto
11321 Tosimatumoto è un asteroide della fascia principale. Scoperto nel 1995, presenta un'orbita caratterizzata da un semiasse maggiore pari a 3,0164467 UA e da un'eccentricità di 0,0882332, inclinata di 9,54344° rispetto all'eclittica.